# Coup du rideau

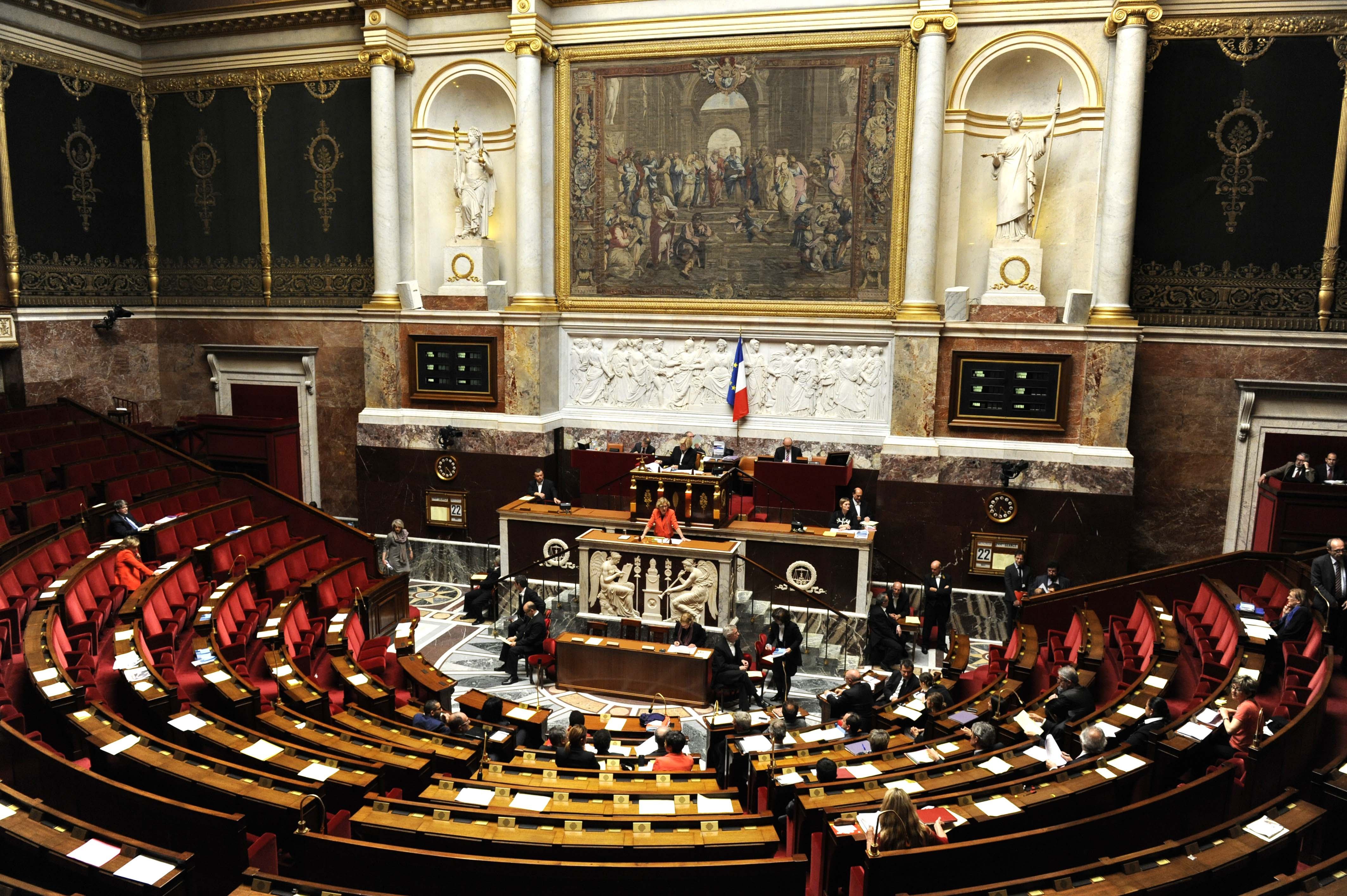
Assemblée Nationale française

En politique française, le coup du rideau désigne une tactique parlementaire utilisée par les élus d'opposition de l'Assemblée nationale française afin de changer le cours d'un vote à leur avantage. Elle consiste à faire entrer dans l'hémicycle un nombre suffisant de députés juste avant un vote pour mettre en minorité la majorité représentée.  
L'origine de cette appellation vient du fait que lorsqu'un membre de l'Assemblée nationale veut pénétrer dans l'hémicycle afin de participer aux débats, il doit passer entre des rideaux de velours rouge qui le dissimulent à la vue des personnes déjà assises.

## Déroulement
La technique repose sur l’effet de surprise et consiste à faire croire à la majorité qu’elle reste majoritaire dans l’hémicycle. Au moment d’un vote, un grand nombre de députés de l’opposition (appartenant généralement à un groupe, voire plusieurs groupes de l'opposition gouvernementale, donc minoritaires politiquement) pénètre dans l'hémicycle parlementaire avant le passage au vote, mettant en minorité la majorité dont les membres ne sont tous présents, alors qu'ils doivent voter sur un amendement, un article ou un texte. 

## Une technique théâtrale mais inefficace
Si le coup du rideau peut avoir un intérêt politique, en éveillant l'intérêt médiatique sur une question sur laquelle la majorité parlementaire se trouve ponctuellement battue, l'intérêt légistique est en revanche bien plus faible, le gouvernement et la majorité disposant de plusieurs outils pour prévoir ou revenir sur un coup du rideau réussi. 
En effet, le gouvernement et la majorité peuvent : 
- En amont, demander la réserve sur un vote, c'est-à-dire programmer le vote sur un amendement, un article ou un texte entier, pour qu'il ait lieu à un moment où tous les députés de la majorité pourront être présents,
- En amont encore, demander un vote bloqué, qui permet au gouvernement d'obtenir un vote unique sur tout ou partie d'un texte en ne retenant que les amendements proposés ou acceptés par lui, empêchant l'opposition d'obtenir un vote sur les amendements qu'elle souhaite,
- Pendant le coup du rideau, tenter d'obstruer (par exemple en tentant de demander la vérification du quorum, qui entraîne un appel manuel des présents) afin de gagner un peu de temps pour tenter de faire venir suffisamment de députés de la majorité,
- En aval, demander une seconde délibération en fin d'examen si le coup du rideau a eu lieu sur un amendement ou un article (mais pas sur un texte entier), afin d'obtenir un nouveau vote (et en s'assurant d'avoir cette fois-ci la majorité),
- En aval toujours, profiter des autres examens (dans l'autre chambre, ou lors des lectures ultérieures) pour rétablir la version du texte souhaitée par le gouvernement et la majorité.

## Historique
En 2009, les députés socialistes, dans l’opposition au gouvernement de François Fillon, avaient piégé la droite majoritaire, en faisant rejeter la loi Hadopi, qui sera finalement adoptée quelques semaines plus tard.
En 2014, les députés de droite, devenus à leur tour minoritaires, après l'élection de François Hollande avait également tenté le coup du rideau contre un projet de loi de modulation des allocations familiales mais n'avaient pas réussi à faire repousser l'application de la loi.
En janvier 2022, des membres de différents groupes d'opposition, (LR, LFI, PS et le RN), réussirent à entraîner la suspension de l’examen du projet de loi instaurant un passe vaccinal. Ces députés permirent d'empêcher la prolongation des débats après minuit sur ce texte.

### Vidéo
- [vidéo] Coup du rideau du 3 janvier 2022 à l'Assemblée nationale